# Марія Терезе Твіберґ
Марія Терезе Твіберґ (7 квітня 1994 , Берген ) — норвезька гірськолижниця, олімпійська медалістка. 

## Виступи на Олімпійських іграх
| Рік  | Місце проведення | СЛ   | ГС | СГ | ШС | КМ | КЗ |
| ---- | ---------------- | ---- | -- | -- | -- | -- | -- |
| 2022 | Пекін, Китай     | DNF1 | 12 | —  | —  | —  | 3  |

## Зовнішні посилання
- Досьє на сайті FIS [Архівовано 20 лютого 2022 у Wayback Machine.]

1. ↑  https://www.teamnor.no/profiler/alpint/maria-tviberg/
2. ↑  ski-db.com